# Siamo fatti così
Siamo fatti così (titolazione Mediaset) o anche Esplorando il corpo umano (titolazione DeAgostini), oppure C'era una volta la vita: la favolosa storia del corpo umano (prima versione tradotta in italiano apparsa in Canton Ticino nel 1987) o ancora Siamo fatti così - Esplorando il corpo umano (titolazione Dynit), il cui titolo originale è: Il était une fois... la Vie, è una serie televisiva educativa francese, a disegni animati, dedicata al funzionamento del corpo umano, prodotta da Procidis, ideata e creata da Albert Barillé, con musiche di Michel Legrand.
La serie è composta da 26 episodi della durata di 30 minuti circa ed è stata trasmessa per la prima volta nel 1987 da France 3 in Francia e nello stesso anno in Svizzera dalla SRG SSR. In Italia è andata in onda per la prima volta su Italia 1.
Il cartone animato, destinato a un pubblico di bambini e adulti, illustra, con l'aiuto di personaggi animati, la struttura e le funzioni del corpo umano, utilizzando figure antropomorfe per rappresentarne i componenti microscopici, dai globuli bianchi alle vitamine, passando per i componenti del DNA. Fra i personaggi che hanno un ruolo centrale vi è un gruppo di globuli rossi formato da alcuni individui, tra i quali, i giovani Globina ed Emo, ed un globulo rosso anziano, Globus, che fa da Cicerone al gruppo, spiegando di volta in volta, durante ogni episodio, i principali aspetti della biologia umana.
La serie fa parte di un insieme di sette prodotti dal nome C'era una volta..., di cui costituisce la terza serie, creati a scopo educativo da Albert Barillé: è la più nota ma anche l'unica che l'Italia non ha co-prodotto, tant'è vero che essa non figura nella lista delle nazioni che hanno cooperato alla sua realizzazione (l'elenco può essere visualizzato nella versione francese della sigla di apertura, cantata da Sandra Kim). Per contro, la serie è stata co-prodotta da Canal+, dalla Televisione della Svizzera Romanda, dalla RTBF, dalla BRT, dalla TVE, dalla Société Radio-Canada e dalla Radiotelevisione Svizzera di lingua Italiana.
Da tale cartone è nata l'opera per bambini "Esplorando il corpo umano" curata dalla De Agostini, che negli anni ha cambiato più volte aspetto.
Le musiche sono di Michel Legrand, compositore insignito di numerosi premi per colonne sonore e canzoni, che aveva creato anche la colonna sonora per Ai confini dell'universo. Alcune musiche sono infatti state prese da questa serie e utilizzate anche qui e nella successiva Grandi uomini per grandi idee. Gli arrangiamenti sono curati dal musicista e compositore Michele Centonze (all'epoca anche chitarrista di Jovanotti).

## Personaggi
I personaggi sono costituiti da bambini ammalati, oppure da bambini che chiedono informazioni ai genitori o ai nonni; ed ognuno di loro ha un alter ego "microscopico" che rappresenta un elemento dell'anatomia.

### Umani
- Pierrot, bambino (e ragazzo in alcuni episodi) protagonista della serie. È un bambino molto ubbidiente e segue sempre i consigli dei suoi genitori e dei medici.
- Pti (nell'originale francese Psi e nei volumetti Kira), bambina (e ragazza in alcuni episodi, fidanzata di Pierrot), Anch'essa è molto diligente, e segue i consigli dei genitori e del Maestro.
- Grosso, bambino. Migliore amico di Pierrot. Di costituzione corpulenta, aiuta Pierrot in molte situazioni, facendosi a volte male.
- Pierrette, in genere la più piccina del gruppo, con i capelli biondi, sorella di Pierrot e fidanzata di Grosso.
- Mamma, è la mamma di Pierrot e Pierrette. Responsabile e molto premurosa. Si assicura sempre che i suoi figli si lavino regolarmente le mani prima di mangiare, e i denti a fine pasto. Cerca sempre di rispondere alle curiose domande dei figli riguardanti il corpo umano e quando non stanno bene non esita a portarli dal saggio Maestro, medico di fiducia della famiglia.
- Nonno, è il nonno di Pierrot e Pierrette. Compare in tre episodi. Data la sua età non può più giocare a palla con loro, ma è molto saggio e spiega ai nipoti il ciclo della vita e la catena alimentare. Muore nell'ultimo episodio.
- Maestro. È la figura di riferimento riguardante la conoscenza del corpo umano, interpretando il ruolo di medico, dentista o ricercatore. È molto saggio, ma sa essere molto severo, soprattutto con chi non ascolta i suoi consigli.
- I cattivi (in originale Nabot e Tignoso nei volumetti e nei titoli di coda, a volte citati anche come Birba e Tigna (nomi mutuati da "C'era una volta l'uomo"), ma mai nominati direttamente nel cartone), la loro età è indefinita, poiché a volte figurano come i ripetenti della classe, altre volte come due adulti alla guida spericolata di una vettura, oppure come due fumatori ed alcolizzati. Questo duo, di cui il primo è molto magro e il secondo robusto, organizza scherzi verso il prossimo, provocando danni o lesioni che diventano in seguito oggetto di spiegazione scientifica.

### Organismi del corpo umano

I globuli rossi, tra cui Emo, Globina e Globus, salutano i linfociti Pierrot e Pti nella sigla iniziale

- Il barbuto e capellone incanutito Maestro, che rappresenta il "capo" che dirige le operazioni (ad esempio nella cellula o nel cervello). È estremamente responsabile e gestisce con saggezza i suoi ruoli da leader, ma non perde occasione per schiacciare un pisolino, e a volte i suoi assistenti gli tirano la barba per svegliarlo. Tuttavia, si lascia spesso prendere dall'agitazione quando il corpo "non risponde" esattamente come ordina lui (alter ego del medico tuttofare già citato nei paragrafi precedenti).
- Capitano Pierrot, Linfocita, alter ego di Pierrot. È uno degli agenti più importanti della polizia del corpo umano. Si sposta sempre grazie al suo mezzo di trasporto che funge anche da casa per gli anticorpi. Viene spesso nominato leader delle operazioni di battaglia.
- Tenente Pti, Linfocita, alter ego di Pti. È il braccio destro del Capitano Pierrot ed uno degli assi della polizia del corpo umano. Come il Capitano Pierrot la si vede spostarsi sul suo mezzo, ma spesso è anche in compagnia di nuove leve in fase di addestramento.
- Tenente Grosso, Granulocita, alter ego di Grosso. È il comandante capo dei Globuli Bianchi Polinucleati, che non esita a difendere l'organismo dai batteri e virus fagocitandoli. È anche addetto allo scorrimento continuo del traffico nel sangue.
- Il capo dei virus è un vermiciattolo giallo (con varianti a seconda del tipo di virus) con la faccia del cattivo magro mentre il capo dei batteri è una versione ridotta in scala del cattivo robusto, solitamente colorato di azzurro ma pure con varianti.
- Comandante Metro, il capo degli anticorpi, presentati qui come degli insetti con piedi prensili e quattro ali (ripreso dall'omonimo robot dalla precedente serie). È sempre smanioso di partecipare all'azione contro virus e batteri, tanto che a volte viene rimproverato dai superiori. Viene mostrata anche una variante in versione spadaccina, iniettata nel sangue con l'antitetanica.
- Colonnello Pierre, il capo dei globuli bianchi, anche addetto all'addestramento delle giovani reclute per la difesa del corpo umano, ha una controparte umana come padre di Pierrot e Pierrette, che però non parla mai in tale forma.
- Globus, Globulo rosso, alter ego differente del Maestro. Vecchio e saggio globulo rosso, esperto conoscitore del corpo umano, che spiega ai suoi giovani accompagnatori. In più episodi "muore" venendo smaltito nella milza, ma subito dopo viene rigenerato sotto forma di giovane globulo molto saggio.
- Emo, Globulo rosso, secondo alter ego di Grosso. Robusto e forte globulo rosso, amante dell'ossigeno che trasporta più che volentieri, mentre detesta l'anidride carbonica. Ha una cotta per Globina.
- Globina, Globulo rosso, alter ego di Pierrette. Giovane e vivace globulo rosso di sesso femminile che accompagna Globus e Emo. Tende a fare la scansafatiche a volte, dando la sua anidride carbonica ad Emo, ma gli vuole un gran bene. È lei che porge la maggior parte delle domande al vecchio Globus.

Inoltre, i personaggi secondari hanno una forma specifica a seconda del ruolo che ricoprono: i sali minerali sono rappresentati come delle saliere con del sale dentro, gli zuccheri come delle caramelle antropomorfe e i grassi come dei bizzarri cavallini gialli. I globuli bianchi sono presentati come il reparto di sicurezza: i polinucleati in genere sono di aspetto grassoccio, hanno la pelle bianca e sono armati di un manganello bianco, ma la loro vera arma è la loro bocca che spalancano a dismisura e con la quale ingoiano virus o batteri; i linfociti invece vengono presentati come poliziotti a bordo di navicelle circolari dalle quali fanno uscire gli anticorpi; i basofili sono i reparti femminili presentati come l'equivalente dei polinucleati, con l'unica differenza che al posto del manganello hanno un cesto dal quale lanciano delle bombe di istamina; i macrofagi sono le unità di smaltimento rifiuti, presentati come dei veicoli che ricordano la testa di una rana o di un rospo. I batteri sono presentati in varie forme, spesso come dei mostri malevoli di colore blu e con delle determinate caratteristiche a seconda della specie (ad esempio, gli Streptococcus mutans, i microbi dei denti, vengono presentati come esseri deboli che con lo zucchero diventano ipertrofici; i batteri della salmonellosi sono dei centauri con zampe cortissime, i microbi responsabili del tetano come degli esseri dal corpo slanciato che possono chiudersi a palla), l'unica eccezione sono gli Escherichia coli, presentati come degli esseri pelosi di colore marrone dalle moltissime zampe.

## Edizione italiana
Il doppiaggio in italiano è stato eseguito inizialmente per conto della TV della Svizzera Italiana dagli studi di Milano. Come conseguenza, la serie è stata trasmessa per la prima volta in italiano nel 1987 solo in Ticino su TSI con il titolo C'era una volta la vita: la favolosa storia del corpo umano, la quale mantenne inalterata la sigla originale cantata da Sandra Kim. In Italia, invece, ha debuttato in televisione nel 1989 su Italia 1.
| Personaggio        | Doppiatore originale     | Doppiatore italiano             |
| ------------------ | ------------------------ | ------------------------------- |
| Pierrot            | Gilles Tamiz             | Claudio Beccari                 |
| Psi (Pti)          | Marie-Laure Beneston     | Adele Pellegatta                |
| Globina            | Béatrice Bruno           | Paola Bonomi                    |
| Grosso             | Alain Dorval             | Fabio Mazzari                   |
| Emo                | Alain Dorval             | Mimmo Craig                     |
| Colonnello Pierre  | Roger Carel              | Paolo Bessegato                 |
| Maestro            | Roger Carel              | Gianni Mantesi                  |
| Maestro Globus     | Roger Carel              | Carlo Bonomi                    |
| Metro              | Roger Carel              | Mario Scarabelli                |
| Neurotrasmettitore | Roger Carel              | Marco Balbi                     |
| Voci narranti      | Roger Carel              | Karin Giegerich Natale Ciravolo |
| Leggera            |                          | Laura Rizzoli                   |
| Cattivi            | Roger Carel Alain Dorval | Mimmo Craig Alarico Salaroli    |

## Episodi
| Episodio n. | Episodio n. (1989) | Titolo francese                | Titolo italiano (1989)       | Titolo italiano (2016)       |
| ----------- | ------------------ | ------------------------------ | ---------------------------- | ---------------------------- |
| 1           | 15                 | La planète cellule             | L'origine della vita         | Le cellule                   |
| 2           | 16                 | La naissance                   | La nascita                   | La nascita                   |
| 3           | 11                 | Les sentinelles du corps       | Le sentinelle dell'organismo | Le sentinelle dell'organismo |
| 4           | 12                 | La moelle osseuse              | Il midollo osseo             | Il midollo osseo             |
| 5           | 19                 | Le sang                        | Il sangue                    | Il sangue                    |
| 6           | 20                 | Les petites plaquettes         | Le piastrine                 | Le piastrine                 |
| 7           | 25                 | Le cœur                        | Il cuore                     | Il cuore                     |
| 8           | 26                 | La respiration                 | La respirazione              | La respirazione              |
| 9           | 13                 | Le cerveau                     | Il cervello                  | Il cervello                  |
| 10          | 14                 | Les neurones                   | I neuroni                    | I neuroni                    |
| 11          | 1                  | L'œil                          | L'occhio                     | L'occhio                     |
| 12          | 2                  | L'oreille                      | L'orecchio                   | L'orecchio                   |
| 13          | 23                 | La peau                        | La pelle                     | La pelle                     |
| 14          | 24                 | La bouche et les dents         | La bocca e i denti           | La bocca e i denti           |
| 15          | 3                  | La digestion                   | La digestione                | La digestione                |
| 16          | 4                  | L'usine du foie                | Il fegato                    | Il fegato                    |
| 17          | 5                  | Les reins                      | I reni                       | I reni                       |
| 18          | 6                  | Le système lymphatique         | Il sistema linfatico         | Il sistema linfatico         |
| 19          | 21                 | Les os et le squelette         | Lo scheletro                 | Le ossa e lo scheletro       |
| 20          | 22                 | Les muscles et la graisse      | I muscoli                    | I muscoli e il grasso        |
| 21          | 9                  | Guerre aux toxines             | Guerra ai microbi            | Guerra alle tossine          |
| 22          | 10                 | La vaccination                 | La vaccinazione              | La vaccinazione              |
| 23          | 17                 | Les hormones                   | Gli ormoni                   | Gli ormoni                   |
| 24          | 18                 | Les chaînes de la vie          | La catena della vita         | Le catene della vita         |
| 25          | 7                  | Réparations et transformations | La vita e il sogno           | Riparazioni e trasformazioni |
| 26          | 8                  | Et la vie va...                | Le età dell'uomo             | ...E la vita va              |

## Produzione
- I seguenti soggetti hanno partecipato alla produzione della serie.
  -  Francia – Procidis, France Régions 3, Canal+
  -  Canada – ICI Radio-Canada Télé
  -  Svizzera – RTSI
  -  Spagna – RTVE
  -  Paesi Bassi – KRO
  -  Belgio – RTBF
  -  Belgio – BRT
  -  Giappone – Eiken

## Home video
Dal 1989 la serie è stata più volte edita dalla De Agostini-AMZ con il nome di Esplorando il corpo umano in 13 VHS (distribuiti ogni 2 settimane) e poi in 26 DVD basati sulla versione tradotta in italiano da SEDE e Merak Film, secondo l'ordine francese. A questa distribuzione sono stati da sempre associati tra i 30 e i 72 volumetti cartacei (a seconda delle edizioni), un modellino di corpo umano da costruire, con diversa forma e dimensione ad ogni nuova edizione, e in alcune edizioni anche con altri gadget come l'atlante anatomico.
Nel 2017 la Dynit edita la versione restaurata in un cofanetto con quattro DVD con il titolo Siamo fatti così - Esplorando il corpo umano. Questa edizione segue l'ordine degli episodi in francese e comprende la sigla di Cristina D'Avena.

## Sigla italiana
Siamo fatti così, musica di Massimiliano Pani, testo di Alessandra Valeri Manera, cantata da Cristina D'Avena.